# Abdul Naza Alhassan
Abdul Naza Alhassan (nacido el 17 de junio de 1990) es un futbolista ghanés que se desempeña como centrocampista.
Jugó para clubes como el Wa All Stars FC, Shonan Bellmare y Kessben SC.

## Trayectoria

### Clubes
| Club            | País  | Año  |
| --------------- | ----- | ---- |
| Wa All Stars FC | Irán  | 2008 |
| Shonan Bellmare | Japón | 2008 |
| Kessben SC      | Ghana | 2009 |